# 넬리 앤 아르노
《넬리 앤 아르노》(프랑스어: Nelly et Monsieur Arnaud, 영어: Nelly and Mr. Arnaud)는 프랑스, 이탈리아, 독일에서 제작된 클로드 소테 감독의 1995년 드라마 영화이다. 에마뉘엘 베아르, 미셸 세로 등이 출연하였고, 알랭 사르드 등이 제작에 참여하였다.

## 출연진
- 에마뉘엘 베아르
- 미셸 세로
- 장위그 앙글라드
- 클레르 나도
- 프랑수아즈 브리용
- 미셸 라로크
- 마이쾰 롱스달
- 샤를 베를링

## 기타 제작진
- 미술: 카를로스 콩티
- 의상: 카트린 부샤르